# Osipaonica
Osipaonica (cyr. Осипаоница) – wieś w Serbii, w okręgu podunajskim, w mieście Smederevo. W 2011 roku liczyła 3560 mieszkańców.